# Aconodes obliquata
Aconodes obliquata är en skalbaggsart som först beskrevs av Stefan von Breuning 1939.  Aconodes obliquata ingår i släktet Aconodes och familjen långhorningar.
Artens utbredningsområde är Burma. Inga underarter finns listade i Catalogue of Life.